# 伊湯岳
伊湯岳（いゆだけ）は、沖縄県国頭郡国頭村と東村にまたがる、標高446メートルの山。

## 地勢・自然
沖縄本島北部の国頭山地に属し、沖縄県国頭郡国頭村と同郡東村にまたがる。標高は446メートルで、沖縄県内で第8位、沖縄本島内で第4位の高さで、東村の最高峰である。北には与那覇岳が位置する。
伊湯岳一帯はやんばる国立公園に指定され、与那覇岳と共に標高400メートル以上の尾根が連なる山脈を形成している。伊湯岳の南側において、標高約250メートルから沖縄本島東海岸にかけての一帯に海岸段丘が広がる。地質は中生代の砂岩と頁岩を主体とする嘉陽層で、植生はイタジイをはじめとする広葉樹林がみられ、頂上部に着生植物が自生している。
伊湯岳西麓は比地川と田嘉里川の源流域である。東村側に伊湯岳を源に発する新川川と福地川が太平洋に注ぎ、前者は河口から約2.5キロメートル上流に新川ダムが、後者の中流には福地ダムが建設されている。

## 歴史
方言で伊湯岳は「ユーダキ」といい、山名の由来は、東村の大字「宮城」に属する「魚泊（イュードゥマイ）」集落の背後に位置しているからと思われる。
かつて伊湯岳山頂には、大宜味村と東村を結ぶ「巡視道」といわれる営林署管轄の林道が存在し、建材としてシイなどの木材を運搬を行っていたが、その後薪・炭の需要が減り、また東村でパイナップル栽培が開始されると、次第に木材運搬業は消滅していった。
伊湯岳の東側にアメリカ軍海兵隊が管理する北部訓練場が位置する。1988年（昭和63年）10月31日、普天間飛行場に所属するヘリコプター「CH-46」の1機が、飛行訓練中に伊湯岳東麓に墜落し、乗員4人が死亡した。1990年（平成2年）8月に、アメリカ陸軍はキャンプ・フォスターと八重岳通信所を繋ぐ「伊湯岳マイクロウェーブタワー」を山頂に設置した。